# Ronde van de Haut-Var 2013
De Ronde van de Haut-Var 2013 werd gereden op 16 en 17 februari in de Var, in het zuiden van Frankrijk. Deze 45e editie van de wielerwedstrijd maakt deel uit van de UCI Europe Tour in de categorie 2.1.

## Etappe overzicht
| Etappe | Datum       | Start                | Finish          | Afstand  | Winnaar      | Leider        |
| ------ | ----------- | -------------------- | --------------- | -------- | ------------ | ------------- |
| 1e     | 16 februari | Le Cannet-des-Maures | La Croix-Valmer | 152,5 km | Thor Hushovd | Thor Hushovd  |
| 2e     | 17 februari | Draguignan           | Draguignan      | 207 km   | Lars Boom    | Arthur Vichot |

## Etappe-uitslagen

### 1e etappe
| Le Cannet-des-Maures – La Croix-Valmer (152,5 km) |                   |                    |          |
| Plaats                                            | Naam              | Ploeg              | tijd     |
| Winnaar                                           | Thor Hushovd      | BMC Racing Team    | 3u42'22" |
| 2                                                 | Tom-Jelte Slagter | Blanco Pro Cycling | z.t.     |
| 3                                                 | Arthur Vichot     | FDJ                | z.t.     |
| 4                                                 | Samuel Dumoulin   | AG2R-La Mondiale   | z.t.     |
| 5                                                 | Egoitz García     | Cofidis            | z.t.     |
| 6                                                 | Justin Jules      | La Pomme Marseille | z.t.     |
| 7                                                 | Julien Simon      | Sojasun            | z.t.     |
| 8                                                 | Nicolas Roche     | Saxo-Tinkoff       | z.t.     |
| 9                                                 | Vincent Jérôme    | Europcar           | z.t.     |
| 10                                                | Mathieu Drujon    | BigMat-Auber 93    | z.t.     |

### 2e etappe
| Draguignan – Draguignan (207 km) |                  |                    |          |
| Plaats                           | Naam             | Ploeg              | tijd     |
| Winnaar                          | Lars Boom        | Blanco Pro Cycling | 5u18'06" |
| 2                                | Arthur Vichot    | FDJ                | z.t.     |
| 3                                | Daniel Oss       | BMC Racing Team    | z.t.     |
| 4                                | Laurens ten Dam  | Blanco Pro Cycling | z.t.     |
| 5                                | Pierrick Fédrigo | FDJ                | +4"      |
| 6                                | Thor Hushovd     | BMC Racing Team    | +14"     |
| 7                                | Samuel Dumoulin  | AG2R-La Mondiale   | z.t.     |
| 8                                | Egoitz García    | Cofidis            | z.t.     |
| 9                                | Justin Jules     | La Pomme Marseille | z.t.     |
| 10                               | Julien Simon     | Sojasun            | z.t.     |

## Algemeen klassement
| Ronde van de Haut-Var 2013 |                  |                    |           |
| Plaats                     | Naam             | Ploeg              | tijd      |
| Gele trui                  | Arthur Vichot    | FDJ                | 10u10'29" |
| 2                          | Lars Boom        | Blanco Pro Cycling | z.t.      |
| 3                          | Laurens ten Dam  | Blanco Pro Cycling | z.t.      |
| 4                          | Pierrick Fédrigo | FDJ                | +4"       |
| 5                          | Thor Hushovd     | BMC Racing Team    | +14"      |
| 6                          | Samuel Dumoulin  | AG2R-La Mondiale   | z.t.      |
| 7                          | Egoitz García    | Cofidis            | z.t.      |
| 8                          | Justin Jules     | La Pomme Marseille | z.t.      |
| 9                          | Julien Simon     | Sojasun            | z.t.      |
| 10                         | Mathieu Drujon   | BigMat-Auber 93    | z.t.      |

1969 · 1970 · 1971 · 1972 · 1973 · 1974 · 1975 · 1976 · 1977 · 1978 · 1979 · 1980 · 1981 · 1982 · 1983 · 1984 · 1985 · 1986 · 1987 · 1988 · 1989 · 1990 · 1991 · 1992 · 1993 · 1994 · 1995 · 1996 · 1997 · 1998 · 1999 · 2000 · 2001 · 2002 · 2003 · 2004 · 2005 · 2006 · 2007 · 2008 · 2009 · 2010 · 2011 · 2012 · 2013 · 2014 · 2015 · 2016 · 2017 · 2018 · 2019 · 
2020 · 2021 · 2022 · 2023 · 2024 · 2025
Etappewedstrijden

 Ster van Bessèges · 
 Ronde van de Middellandse Zee · 
 Ruta del Sol · 
 Ronde van de Algarve · 
 Ronde van de Haut-Var · 
 Driedaagse van West-Vlaanderen · 
 Internationale Wielerweek · 
 Internationaal Wegcriterium · 
 Driedaagse van De Panne-Koksijde · 
 Ronde van de Sarthe · 
 Ronde van Trentino · 
 Ronde van Turkije · 
 Ronde van Asturië · 
 Vierdaagse van Duinkerke · 
 Ronde van Azerbeidzjan · 
 Szlakiem Grodòw Piastowskich · 
 Ronde van Castilië en León · 
 Ronde van Picardië · 
 Ronde van Noorwegen · 
 World Ports Classic · 
 Ronde van Beieren · 
 Ronde van België · 
 Tour des Fjords · 
 Ronde van Estland · 
 Ronde van Luxemburg · 
 Boucles de la Mayenne · 
 Ster ZLM Toer · 
 Ronde van Slovenië · 
 Route du Sud · 
 Ronde van Oostenrijk · 
 Sibiu Cycling Tour · 
 Ronde van Wallonië · 
 Ronde van Portugal · 
 Ronde van Denemarken · 
 Ronde van de Ain · 
 Ronde van Burgos · 
 Arctic Race of Norway · 
 Ronde van de Limousin · 
 Ronde van Poitou-Charentes · 
 Wielerweek van Lombardije · 
 Ronde van Groot-Brittannië · 
 Ronde van Gévaudan Languedoc-Roussillon · 
 Eurométropole Tour
Eendaagse wedstrijden

 GP La Marseillaise · 
 Grote Prijs van de Etruskische Kust · 
 Trofeo Palma · 
 Trofeo Ses Salines · 
 Trofeo Serra de Tramuntana · 
 Trofeo Platja de Muro · 
 Trofeo Laigueglia · 
 Ronde van Murcia · 
 Omloop Het Nieuwsblad · 
 Classic Sud Ardèche · 
 GP Lugano · 
 Clásica de Almería · 
 Kuurne-Brussel-Kuurne · 
 La Drôme Classic · 
 Le Samyn · 
 GP Città di Camaiore · 
 Strade Bianche · 
 Roma Maxima · 
 Ronde van Drenthe · 
 Dwars door Drenthe · 
 Nokere Koerse · 
 GP Nobili Rubinetterie · 
 Handzame Classic · 
 Classic Loire-Atlantique · 
 Grote Prijs van Cholet-Pays de Loire · 
 Dwars door Vlaanderen · 
 Route Adélie de Vitré · 
 Volta Limburg Classic · 
 Grote Prijs Miguel Indurain · 
 Ronde van La Rioja · 
 Scheldeprijs · 
 GP Pino Cerami · 
 Klasika Primavera · 
 Parijs-Camembert · 
 Brabantse Pijl · 
 GP Denain · 
 Ronde van de Finistère · 
 Tro Bro Léon · 
 Ronde van Keulen · 
 La Roue Tourangelle · 
 Rund um den Finanzplatz Eschborn-Frankfurt · 
 Ronde van de Somme · 
 ProRace Berlin · 
 Grote Prijs van Plumelec · 
 Boucles de l'Aulne · 
 Ronde van Zeeland Seaports · 
 Trofeo Melinda · 
 GP Kanton Aargau · 
 Ronde van Limburg · 
 Ronde van de Apennijnen · 
 Halle-Ingooigem · 
 Trofeo Matteotti · 
 Prueba Villafranca de Ordizia · 
 GP Industria & Artigianato-Larciano · 
 Ronde van Toscane · 
 Circuito de Getxo · 
 Polynormande · 
 RideLondon Classic · 
 GP Stad Zottegem · 
 Dutch Food Valley Classic · 
 Châteauroux Classic de l'Indre · 
 Druivenkoers Overijse · 
 Ronde van Veneto · 
 Schaal Sels · 
 Memorial Rik Van Steenbergen · 
 Brussels Cycling Classic · 
 GP Fourmies · 
 Ronde van de Doubs · 
 GP Jef Scherens · 
 Coppa Bernocchi · 
 Coppa Agostoni · 
 GP van Wallonië · 
 Ronde van de Drie Valleien · 
 Kampioenschap van Vlaanderen · 
 Memorial Marco Pantani · 
 Grote Prijs Impanis-Van Petegem · 
 GP van Isbergues · 
 GP Industria & Commercio di Prato · 
 Omloop van het Houtland · 
 Duo Normand · 
 Milaan-Turijn · 
 Ronde van Piëmont · 
 Ronde van het Münsterland · 
 Pro Cycling Marathon · 
 Ronde van de Vendée · 
 Memorial Frank Vandenbroucke · 
 Coppa Sabatini · 
 Parijs-Bourges · 
 Ronde van Emilia · 
 GP Beghelli · 
 Parijs-Tours · 
 Nationale Sluitingsprijs · 
 Ronde van Romagna · 
 Chrono des Nations